# Stigmella rosaefoliella
Stigmella rosaefoliella là một loài bướm đêm thuộc họ Nepticulidae. Nó được tìm thấy ở Ohio, Pennsylvania, Arkansas, New York, Michigan, Missouri và Ontario.

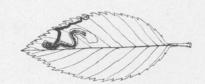
Mine

Sải cánh dài khoảng 4.5 mm. Có ba lứa một năm with full grown larvae in tháng 6 và đầu tháng 7, in tháng 8 và in tháng 10.
Ấu trùng ăn Rosa species.Chúng ăn lá nơi chúng làm tổ. 

## Phụ loài
- Stigmella rosaefoliella rosaefoliella (Ohio, Pennsylvania, Arkansas, New York, Michigan, Missouri, Ontario)
- Stigmella rosaefoliella pectocatena (Ontario)